# Poprawka Bonferroniego
Poprawka Bonferroniego, poprawka Dunn – statystyczne narzędzie przeciwdziałania problemowi porównań wielokrotnych, polegające na zmniejszeniu nominalnego poziomu istotności każdego ze zbioru powiązanych testów wprost proporcjonalnie do ich ogólnej liczby.
Poprawka jest nazwana na cześć włoskiego matematyka Carlo Emilio Bonferroniego, a jej zastosowanie we wnioskowaniu statystycznym opisała w 1959 r. amerykańska statystyczka Olive Jean Dunn. Metoda jest odporna na współzależności pomiędzy wynikami testów, kosztem obniżonej mocy testów. W późniejszych latach rozwinięto metody, które oszczędzają więcej mocy statystycznej, takie jak poprawka Holma-Bonferroniego lub procedura Benjaminiego-Hochberga.
Metoda sprowadza się do podzielenia nominalnego poziomu istotności {\displaystyle \alpha } każdego z powiązanych testów przez ogólną liczbę testów {\displaystyle m{:}}
{\displaystyle {\overline {\alpha }}={\frac {\alpha }{m}}.}
Na przykład przy wykonywaniu 5 powiązanych testów z poprawką Bonferroniego, należy użyć w każdym przypadku krytycznej wartości {\displaystyle \alpha ={\frac {0{,}05}{5}}=0{,}01,} aby całe badanie zachowało poziom istotności 0,05.
Konstrukcja ta wynika z wywiedzionego przy pomocy nierówności Boole’a wzoru:
{\displaystyle {\text{FWER}}=P\left\{\bigcup _{i=1}^{m_{0}}\left(p_{i}\leqslant {\frac {\alpha }{m}}\right)\right\}\leqslant \sum _{i=1}^{m_{0}}\left\{P\left(p_{i}\leqslant {\frac {\alpha }{m}}\right)\right\}\leqslant m_{0}{\frac {\alpha }{m}}\leqslant m{\frac {\alpha }{m}}=\alpha .}
Ogólny grupowy poziom błędów (ang. family-wise error rate, FWER) {\displaystyle {\text{FWER}}} będzie równy lub niższy od nominalnego {\displaystyle \alpha =5\%,} jeśli zastosujemy poprawkę {\displaystyle {\overline {\alpha }}={\frac {\alpha }{m}},} zgodnie z nierównością Boole’a:
{\displaystyle \mathbb {P} {\bigg (}\bigcup _{i}A_{i}{\bigg )}\leqslant \sum _{i}\mathbb {P} (A_{i}).}